# Sulov
Sulov (pol. dawniej Sułów) – szczyt w Beskidzie Morawsko-Śląskim, w jednostce Zadní hory, w paśmie Małego Połomu, na granicy czesko-słowackiej. Jego wysokość to 942,8 lub 943 metry. 
Sulov wraz z położonym na południe szczytem Súľov (już na Słowacji) ogranicza z dwóch stron osadę górską Bílý kříž, rozciągającą się zarówno po czeskiej jak i słowackiej stronie. Na terenie osady w czeskiej części w znajdują się m.in. schronisko turystyczne Sulov (jedno z pierwszych postawione przez Czechów w tej części Beskidów), apartamentowiec (w przeszłości schronisko Beskidenverein), natomiast w słowackiej hotel Kysuca (dawniej Baron).
Na sam szczyt nie prowadzi szlak turystyczny, ale kilkaset metrów poniżej biegnie   na Mały Połom.
Na północnym zboczu znajduje się źródło rzeki Morawka, dopływu Ostrawicy.